# Estadi Olímpic de Londres
L'Estadi Olímpic de Londres va ser la seu principal dels Jocs Olímpics d'Estiu de 2012. A l'estadi, situat al barri londinenc de Stratford, es disputaren les proves d'atletisme i les cerimònies d'inauguració i clausura.
L'estadi tenia capacitat per a 80.000 espectadors, després dels jocs es va reduir a 60.000. Les obres s'iniciaren el maig de 2008 i finalitzaren el 2011. A partir de la temporada 2016/17, és l'estadi on juga el West Ham United FC com a local. Fou la seu del Campionat del Món d'atletisme de 2017.